# Alžběta Stuartovna
Alžběta Stuartovna (19. srpna 1596, Fife, Skotsko – 13. února 1662, Londýn) byla dcera skotského a později také anglického krále Jakuba I. Stuarta a Anny Dánské. Byla manželkou Fridricha Falckého a českou královnou. V českých zemích bývá nazývána zimní královnou, neboť vláda jejího manžela Fridricha Falckého v Čechách trvala od listopadu 1619 do listopadu 1620, kdy prohrál bitvu na Bílé hoře.
Alžbětin mladší bratr Karel I. se stal anglickým králem po smrti svého otce. Alžbětina nejmladší dcera Žofie vešla ve známost jako Žofie Hannoverská. Její potomci počínaje Jiřím I. se stali anglickými králi v roce 1714 po vymření dynastie Stuartovců. Na anglický trůn tak nastoupili Alžbětini přímí potomci z Hannoverské dynastie.

## Život

### Původ
Alžběta byla vnučkou Marie Stuartovny, kterou nechala v roce 1587 popravit anglická královna Alžběta I. Jejím otcem byl Jakub I., kterého bezdětná Alžběta I. na konci svého života prohlásila za svého následníka. Alžběta tedy pocházela z velmi slavného rodu.
V době, kdy se Alžběta narodila, byl její otec pouze skotským králem a svou dceru pojmenoval po anglické královně Alžbětě, jejíž zemi toužil zdědit. Když pak Jakub v jejích šesti letech v roce 1603 anglickou a irskou korunu získal, stala se Alžběta velmi žádanou nevěstou.
Alžběta byla druhým dítětem v královské rodině. Prvorozený Jindřich se dožil pouhých osmnácti let a nejmladší Karel se stal následníkem trůnu po svém otci Jakubovi I. Alžběta byla vychována spolu se svým starším bratrem Jindřichem v bývalém opatství Combe ve Warwickshire. Tam se také stala horlivou protestantkou. Alžběta vyrostla do krásné mladé princezny, která měla velké umělecké nadání. Již ve dvanácti letech napsala báseň o třiadvaceti odstavcích, kterou věnovala svému vychovateli. Dalším mužem, kterého velmi milovala, byl její starší bratr Jindřich. Ten ale ve věku osmnácti let zemřel. Pro Alžbětu to byla velká ztráta a na jeho počest dala svému prvorozenému synovi jméno Jindřich. Ve své závěti uvedla, že chce být pochována vedle svého bratra.
V roce 1605 se Alžběta stala loutkou v připravovaném povstání katolíků proti jejímu otci Jakubovi I. Povstání se nazývalo „spiknutí střelného prachu“ a jeho záměrem bylo odstranit protestantského krále Jakuba I. a na trůn dosadit devítiletou Alžbětu jako katolickou panovnici. V době tohoto spiknutí dlela Alžběta v opatství Combe ve Warwickshire, odkud měla být unesena. Povstání však bylo odhaleno a vzbouřenci popraveni.

### Manželství

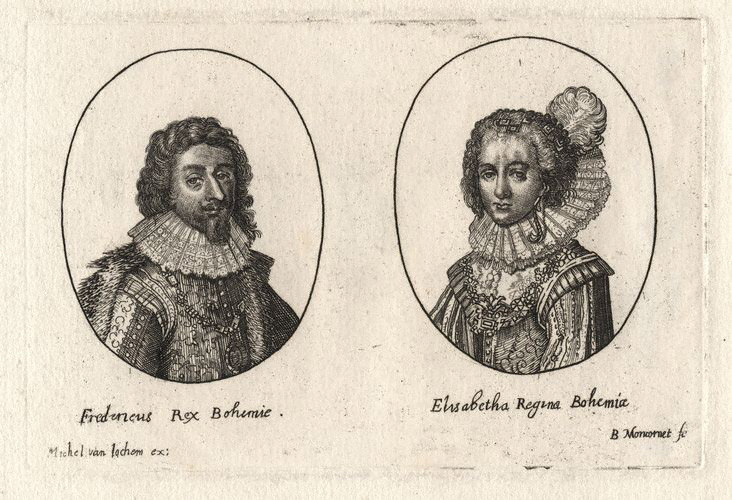
Fridrich Falcký a Alžběta Stuartovna

Alžběta poznala Fridricha Falckého na anglickém dvoře, kde Fridrich nějaký čas pobýval. Byl to velmi elegantní muž a Alžběta se do něj zamilovala. Její láska byla opětována a oba mladí lidé si dobře rozuměli v názorech na umění a kulturu. Navíc byli podobných náboženských názorů, oba protestanti zaměření proti katolické církvi. Otec Alžběty se sňatkem souhlasil, neboť chtěl upevnit svou vazbu na protestantské vládce.
Ve svých sedmnácti letech 14. února 1613 se Alžběta Stuartovna v Londýně vdala za Fridricha Falckého, také sedmnáctiletého. Již v té době byl falckým kurfiřtem a vůdcem Protestantské unie, společenství protestantských vládců Svaté říše římské. Svatební veselí trvalo mnoho dní a bylo doprovázeno ohňostroji a maškarními průvody. Do mladého krásného páru byly vkládány velké naděje a očekávání. Alžběta při své svatbě přešla ke kalvínské konfesi.
Krátce po svatbě se manželé vydali do Holandska a potom do Německa. Na své cestě do Falce byli všude oslavováni a vítáni. Prvních šest let prožili na falckém dvoře v Heidelbergu, kde nechal Fridrich pro svou ženu postavit palác Elisabethbau. Ona na falcký dvůr přinesla anglickou kulturu tehdejší alžbětínské doby. Částečně tak změnila vliv francouzského manýrismu, který tam panoval. Zde spolu prožili krásných šest let, kdy Alžběta porodila tři děti. V těchto letech Alžběta nezasahovala do politiky a věnovala se především své početné rodině.

### Česká královna

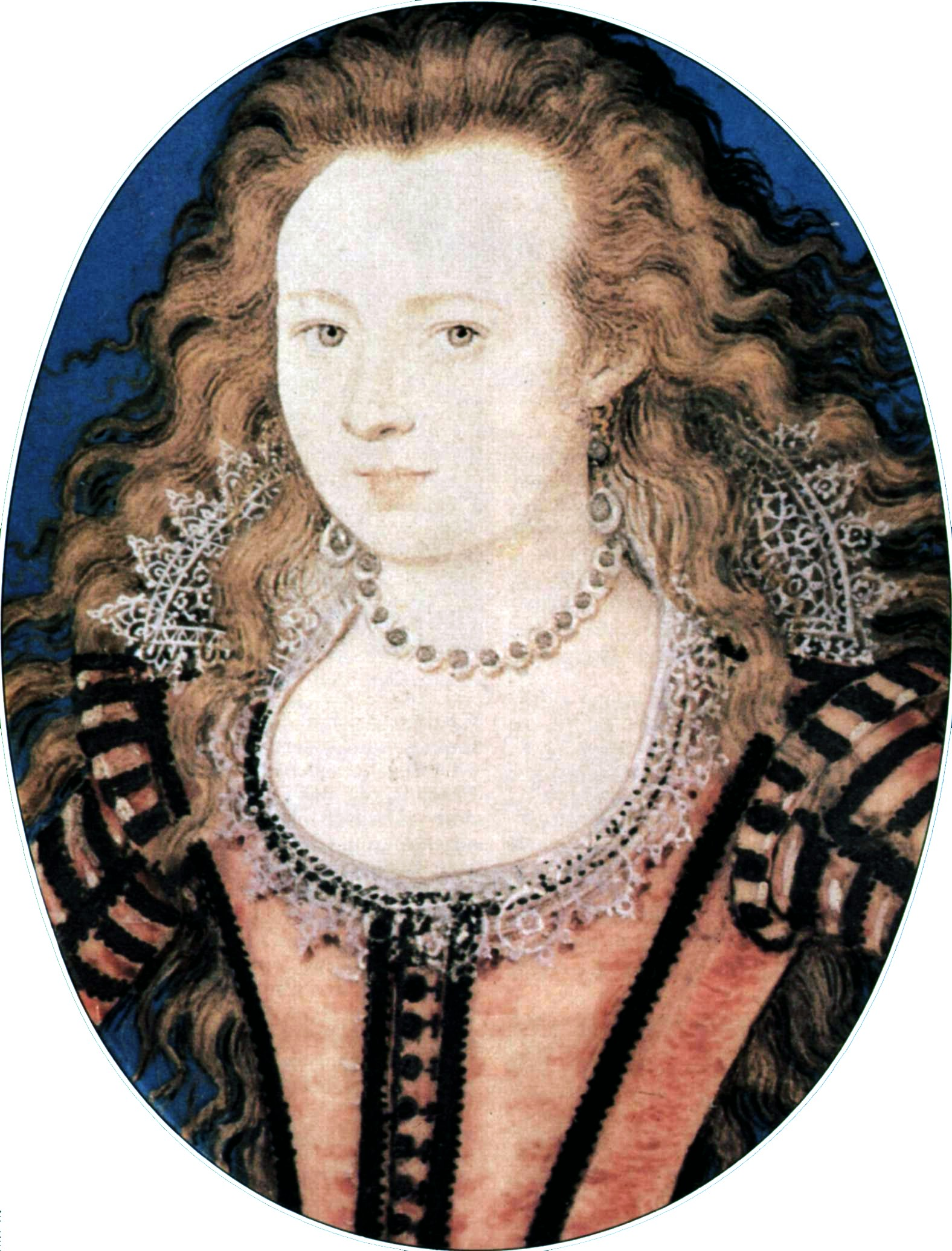
Portrét Alžběty Stuartovny od Nicholase Hilliarda, asi 1610

Rok 1619 přináší do poklidného života Alžběty a Fridricha velkou změnu. V tomto roce byla Fridrichovi nabídnuta česká koruna, kterou po delším váhání přijal. Velký podíl na tomto rozhodnutí měla jeho žena Alžběta, neboť velmi toužila stát se královnou. Čeští protestantští stavové po smrti Matyáše II. totiž neuznali již zvoleného českého krále a přísného katolíka Ferdinanda II. a chtěli krále protestantského. Jejich volba padla na Fridricha Falckého, neboť měl v protestantské Evropě vysoké postavení.
Příjezd manželů do Prahy byl triumfální. Všude byli vítáni slavobránami, dary, zvoněním zvonů nebo salvami. Alžběta v té době byla ve vysokém stupni těhotenství. Přesto si svojí krásou a chováním získala sympatie Čechů. Českou královnou byla korunována 7. listopadu 1619 a v prosinci se jí narodil syn Ruprecht.
Další dny vlády Fridricha však očekávání českých protestantských stavů nesplnily. Královna pro ně představovala příslib anglické pomoci, kterou však Jakub I. svému zeti odmítl poskytnout. Manželé se v Praze věnovali především svým zábavám, plesům a dalším radovánkám královského dvora. Alžbětě se v Čechách nelíbilo. Neuměla česky ani německy a země jí připadala zaostalá. Byla zvyklá na francouzskou módu a uvolněnější mravy. Pražany naopak její oblečení a chování pohoršovalo.
Poslední sympatie ztratila už v prosinci 1619, kdy nechala zničit katolickou výzdobu chrámu sv. Víta a přeměnit jej ve strohém kalvinistickém stylu. Nechala také odstranit z Karlova mostu uctívaný kříž s Ježíšem Kristem, který ji pobuřoval. Tak ztrácel nový královský pár sympatie, které postupně přecházely až do nenávisti k jeho dvoru.

### Bitva na Bílé hoře
Fridrich Falcký vládl jen krátce a vešel ve známost jako „Zimní král“ a Alžběta jako „Zimní královna“. Habsburský panovník Ferdinand II. Štýrský si nenechal líbit své sesazení z českého trůnu a vyrazil do Čech s vojskem. Fridrich zpočátku jeho sílu podcenil a když začal sbírat vojsko, ukázalo se, že prakticky nemá spojence. Ferdinandovo vojsko se tak dostalo až k Praze, kde proběhla osudná bitva na Bílé hoře. Bylo to 8. listopadu 1620. Habsburské vojsko po krátké bitvě porazilo vojsko české.
Po bitvě Fridrich i s rodinou uprchl z Čech. Fridrich se nejprve uchýlil do Vratislavi a později do Haagu. Alžběta ve vysokém stupni těhotenství prchala se svými dvorními dámami na západ. Nikdo se jí neodvážil pomoct, neboť císař Ferdinand II. pomoc pod pohrůžkou zakázal. Nakonec jí neochotně poskytl pomoc její švagr – kurfiřt braniborský v Kostříně. Alžběta zde 17. prosince porodila syna Mořice. V její těžké hodince jí pomáhala Amálie zu Solms-Braunfels, později manželka nizozemského místodržitele Frederika Hendrika Oranžského.

### Exil
V exilu manželský pár pobýval v nizozemském Haagu, kde vedl poměrně chudý dvůr, závislý na podpoře příbuzných. K tomuto dvoru se upínaly naděje českých protestantských emigrantů a Haag se tak stal centrem protihabsburského odboje. Alžběta se až do konce svého života považovala za českou královnu. Dopisovala si s hrabětem Jindřichem Matyášem Thurnem, hlavním vůdcem českého povstání. Útočiště u ní našel i Jan Ámos Komenský a mnoho dalších pobělohorských exulantů.
Fridrich zemřel v roce 1632 a Alžběta s mladšími dětmi zůstala v Haagu i po jeho smrti. Syn Ruprecht odešel na dvůr svého strýce Karla I., další syn Karel Ludvík bojoval ve švédském vojsku. Karel Ludvík se stal otcovým nástupcem v roli kurfiřta v roce 1648, ale ani poté jeho matka neopustila Nizozemí.

### Úmrtí
Konec třicetileté války vestfálským mírem v roce 1648 znamenal pro Alžbětu velké zklamání a konec nadějí na návrat do Čech. Dočkala se i dalších zklamání, neboť její synové Karel Ludvík a Eduard přestoupil ke katolicismu. Stejně učinila i její dcera Ludvika.
Navíc v Anglii vypukla revoluce, během které byl popraven její bratr a anglický král Karel I. Ke konci života jí zbyl jediný věrný přítel a milenec anglický lord William Craven, který ji po smrti manžela všemožně podporoval. Koupil pro ni zámek Combe Abbey, kde žila v dětství. Až v klidnější době anglické restaurace navštívila v Londýně svého synovce Karla II., který nastoupil na anglický trůn. Rozhodla se vrátit natrvalo do své vlasti a žít po boku lorda Cravena, kterého si měla vzít v únoru 1662. Zemřela však 13. února 1662 několik dní před svatbou na zápal plic. Lord Craven se už nikdy neoženil a zůstal přítelem a rádcem jejího syna Ruprechta.
Alžběta byla pochována v kapli Jindřicha VII. ve Westminsteru. Po jejím boku tam byl uložen 6. prosince 1682 také její syn Ruprecht.

## Potomci
S Fridrichem měla Alžběta třináct dětí (mezi nimi vojevůdce Ruprechta Falckého), ne všechny se však dožily dospělosti.
1. Jindřich Fridrich (1. ledna 1614 – 7. ledna 1629)
2. Karel Ludvík (22. prosince 1617 – 28. srpna 1680), od roku 1648 falcký kurfiřt
⚭ 1650 Šarlota Hesensko-Kasselská (20. listopadu 1627 – 16. března 1686), rozvod 1657
⚭ 1658 Marie Luisa von Degenfeld (28. listopadu 1634 – 18. března 1677), morganatické manželství
⚭ 1679 Alžběta Hollander von Bernau (1659–1702)
3. Alžběta (26. prosince 1618 – 8. února 1680), přítelkyně a korespondentka René Descartesa, abatyše kláštera v Herfordu
4. Ruprecht (27. prosince 1619 – 29. listopadu 1682), falckrabě rýnský, vévoda bavorský, vévoda z Cumberlandu a hrabě z Holderness
5. Mořic (6. ledna 1621 – září 1652), účastník anglické občanské války, zahynul na moři
6. Luisa Hollandina (18. dubna 1622 – 11. února 1709), abatyše kláštera Maubuisson
7. Ludvík (31. srpna 1623 – 24. prosince 1624)
8. Eduard (5. října 1625 – 13. března 1663), rytíř Podvazkového řádu, ⚭ 1645 Anna Gonzagová (1616–1684), falcko-simmernská hraběnka
9. Henrietta Marie (17. července 1626 – 18. září 1651) ⚭ 1651 Zikmund Rákóczi (14. července 1622 – 11. února 1652), hrabě z Mukačeva
10. Jan Filip Frederik (16. září 1627 – 16. prosince 1650)
11. Šarlota (19. prosince 1628 – 14. ledna 1631)
12. Žofie (14. října 1630 – 8. června 1714), ⚭ 1658 vévoda Arnošt August Brunšvicko-Lüneburský (20. listopadu 1629 – 23. ledna 1698), kníže z Calenbergu, hannoverský kurfiřt
13. Gustav Adolf (14. ledna 1632 – 9. ledna 1641)

|                    |                                    |  |                    |                                     |  |  |  |  |  |  |  | John Stuart, 3. hrabě z Lennoxu |
|                    |                                    |  |                    |                                     |  |  |  |  |  |  |  |                                 |
|                    | Matyáš Stuart, IV. hrabě z Lennoxu |  |                    |                                     |  |  |  |  |  |  |  |                                 |
|                    |                                    |  |                    |                                     |  |  |  |  |  |  |  |                                 |
|                    |                                    |  |                    | Alžběta Stuartová                   |  |  |  |  |  |  |  |                                 |
|                    |                                    |  |                    |                                     |  |  |  |  |  |  |  |                                 |
|                    | Jindřich Stuart, lord Darnley      |  |                    |                                     |  |  |  |  |  |  |  |                                 |
|                    |                                    |  |                    |                                     |  |  |  |  |  |  |  |                                 |
|                    |                                    |  |                    | Archibald Douglas                   |  |  |  |  |  |  |  |                                 |
|                    |                                    |  |                    |                                     |  |  |  |  |  |  |  |                                 |
|                    | Markéta Douglasová                 |  |                    |                                     |  |  |  |  |  |  |  |                                 |
|                    |                                    |  |                    |                                     |  |  |  |  |  |  |  |                                 |
|                    |                                    |  |                    | Markéta Tudorovna                   |  |  |  |  |  |  |  |                                 |
|                    |                                    |  |                    |                                     |  |  |  |  |  |  |  |                                 |
|                    | Jakub I. Stuart                    |  |                    |                                     |  |  |  |  |  |  |  |                                 |
|                    |                                    |  |                    |                                     |  |  |  |  |  |  |  |                                 |
|                    |                                    |  |                    | Jakub IV. Skotský                   |  |  |  |  |  |  |  |                                 |
|                    |                                    |  |                    |                                     |  |  |  |  |  |  |  |                                 |
|                    | Jakub V. Skotský                   |  |                    |                                     |  |  |  |  |  |  |  |                                 |
|                    |                                    |  |                    |                                     |  |  |  |  |  |  |  |                                 |
|                    |                                    |  |                    | Markéta Tudorovna                   |  |  |  |  |  |  |  |                                 |
|                    |                                    |  |                    |                                     |  |  |  |  |  |  |  |                                 |
|                    | Marie Stuartovna                   |  |                    |                                     |  |  |  |  |  |  |  |                                 |
|                    |                                    |  |                    |                                     |  |  |  |  |  |  |  |                                 |
|                    |                                    |  |                    | Klaudius de Guise                   |  |  |  |  |  |  |  |                                 |
|                    |                                    |  |                    |                                     |  |  |  |  |  |  |  |                                 |
|                    | Marie de Guise                     |  |                    |                                     |  |  |  |  |  |  |  |                                 |
|                    |                                    |  |                    |                                     |  |  |  |  |  |  |  |                                 |
|                    |                                    |  |                    | Antoinette Bourbonská               |  |  |  |  |  |  |  |                                 |
|                    |                                    |  |                    |                                     |  |  |  |  |  |  |  |                                 |
| Alžběta Stuartovna |                                    |  |                    |                                     |  |  |  |  |  |  |  |                                 |
|                    |                                    |  |                    |                                     |  |  |  |  |  |  |  |                                 |
|                    |                                    |  | Frederik I. Dánský |                                     |  |  |  |  |  |  |  |                                 |
|                    |                                    |  |                    |                                     |  |  |  |  |  |  |  |                                 |
|                    | Kristián III. Dánský               |  |                    |                                     |  |  |  |  |  |  |  |                                 |
|                    |                                    |  |                    |                                     |  |  |  |  |  |  |  |                                 |
|                    |                                    |  |                    | Anna Braniborská                    |  |  |  |  |  |  |  |                                 |
|                    |                                    |  |                    |                                     |  |  |  |  |  |  |  |                                 |
|                    | Frederik II. Dánský                |  |                    |                                     |  |  |  |  |  |  |  |                                 |
|                    |                                    |  |                    |                                     |  |  |  |  |  |  |  |                                 |
|                    |                                    |  |                    | Magnus I. Sasko-Lauenburský         |  |  |  |  |  |  |  |                                 |
|                    |                                    |  |                    |                                     |  |  |  |  |  |  |  |                                 |
|                    | Dorotea Sasko-Lauenburská          |  |                    |                                     |  |  |  |  |  |  |  |                                 |
|                    |                                    |  |                    |                                     |  |  |  |  |  |  |  |                                 |
|                    |                                    |  |                    | Kateřina Brunšvicko-Wolfenbüttelská |  |  |  |  |  |  |  |                                 |
|                    |                                    |  |                    |                                     |  |  |  |  |  |  |  |                                 |
|                    | Anna Dánská                        |  |                    |                                     |  |  |  |  |  |  |  |                                 |
|                    |                                    |  |                    |                                     |  |  |  |  |  |  |  |                                 |
|                    |                                    |  |                    | Albrecht VII. Meklenburský          |  |  |  |  |  |  |  |                                 |
|                    |                                    |  |                    |                                     |  |  |  |  |  |  |  |                                 |
|                    | Oldřich III. Meklenburský          |  |                    |                                     |  |  |  |  |  |  |  |                                 |
|                    |                                    |  |                    |                                     |  |  |  |  |  |  |  |                                 |
|                    |                                    |  |                    | Anna Braniborská                    |  |  |  |  |  |  |  |                                 |
|                    |                                    |  |                    |                                     |  |  |  |  |  |  |  |                                 |
|                    | Žofie Meklenburská                 |  |                    |                                     |  |  |  |  |  |  |  |                                 |
|                    |                                    |  |                    |                                     |  |  |  |  |  |  |  |                                 |
|                    |                                    |  |                    | Frederik I. Dánský                  |  |  |  |  |  |  |  |                                 |
|                    |                                    |  |                    |                                     |  |  |  |  |  |  |  |                                 |
|                    | Alžběta Dánská                     |  |                    |                                     |  |  |  |  |  |  |  |                                 |
|                    |                                    |  |                    |                                     |  |  |  |  |  |  |  |                                 |
|                    |                                    |  |                    | Žofie Pomořanská                    |  |  |  |  |  |  |  |                                 |
|                    |                                    |  |                    |                                     |  |  |  |  |  |  |  |                                 |